# Alosa vulpina
L'alosa vulpina (Calendulauda alopex) és una espècie d'ocell de la família dels alàudids (Alaudidae).

## Hàbitat i distribució
Habita zones amb dens matollar xèric, localment a terres baixes de l'est d'Etiòpia i nord-oest de Somàlia.